# Chakradharpur
Chakradharpur (o Chakardharpore) è una suddivisione dell'India, classificata come municipality, di 197.953 abitanti, situata nel distretto del Singhbhum Occidentale, nello stato federato del Jharkhand. In base al numero di abitanti la città rientra nella classe III (da 20.000 a 49.999 persone).

## Geografia fisica
La città è situata a 22° 41' 60 N e 85° 37' 60 E e ha un'altitudine di 226 m s.l.m..

## Società

### Evoluzione demografica
Al censimento del 2011 la popolazione di Chakradharpur assommava a 197.953 persone, delle quali 19.927 maschi e 18.425 femmine. I bambini di età inferiore o uguale ai sei anni assommavano a 5.102, dei quali 2.677 maschi e 2.425 femmine. Infine, coloro che erano in grado di saper almeno leggere e scrivere erano 27.666, dei quali 15.565 maschi e 12.101 femmine.